# 1000-talet f.Kr. (millennium)
1000-talet f.Kr. (ettusentalet före Kristus) är det 2:a millenniet f.Kr. 

## Händelser
- Judarnas fångenskap i Egypten.
- Egyptisk dominans i Palestina och Syrien.
- De mykeeniska civilisationerna (1500-talet f.Kr.).
- Judarna erövrar Kanaan.
- Indoiranierna delas i iranier och indoarier.
- Den ariska invasionen i Indien.
- Den ariska folkvandringen in i Iran.
- Assyrien enas 1276 f.Kr..
- Aten grundas 1235 f.Kr..
- Indierna utvecklar kastsystemet.
- Äldsta kända grekiska skriften (från 1300-talet f.Kr.).
- Segel börjar användas på båtar.

## Personer
- Zarathustra, forniransk filosof, diktare och religionsstiftare
- Hammurabi, kung av Babylon.
- Akhenaton, Ramses II, egyptiska faraoner.
- Salmanaser, enar Assyrien 1276 f.Kr.
- Saul, judarnas konung.
- Mose.